# 天然樹脂
天然樹脂（てんねんじゅし、英: natural resin）は、天然に、主に植物に生じたやに状物質である。樹皮より分泌される樹液が揮発する成分を失った後の固体（樹液の不揮発性成分）。植物由来のものだけでなく動物や鉱物から得られるものを含めることもある。

## 概要

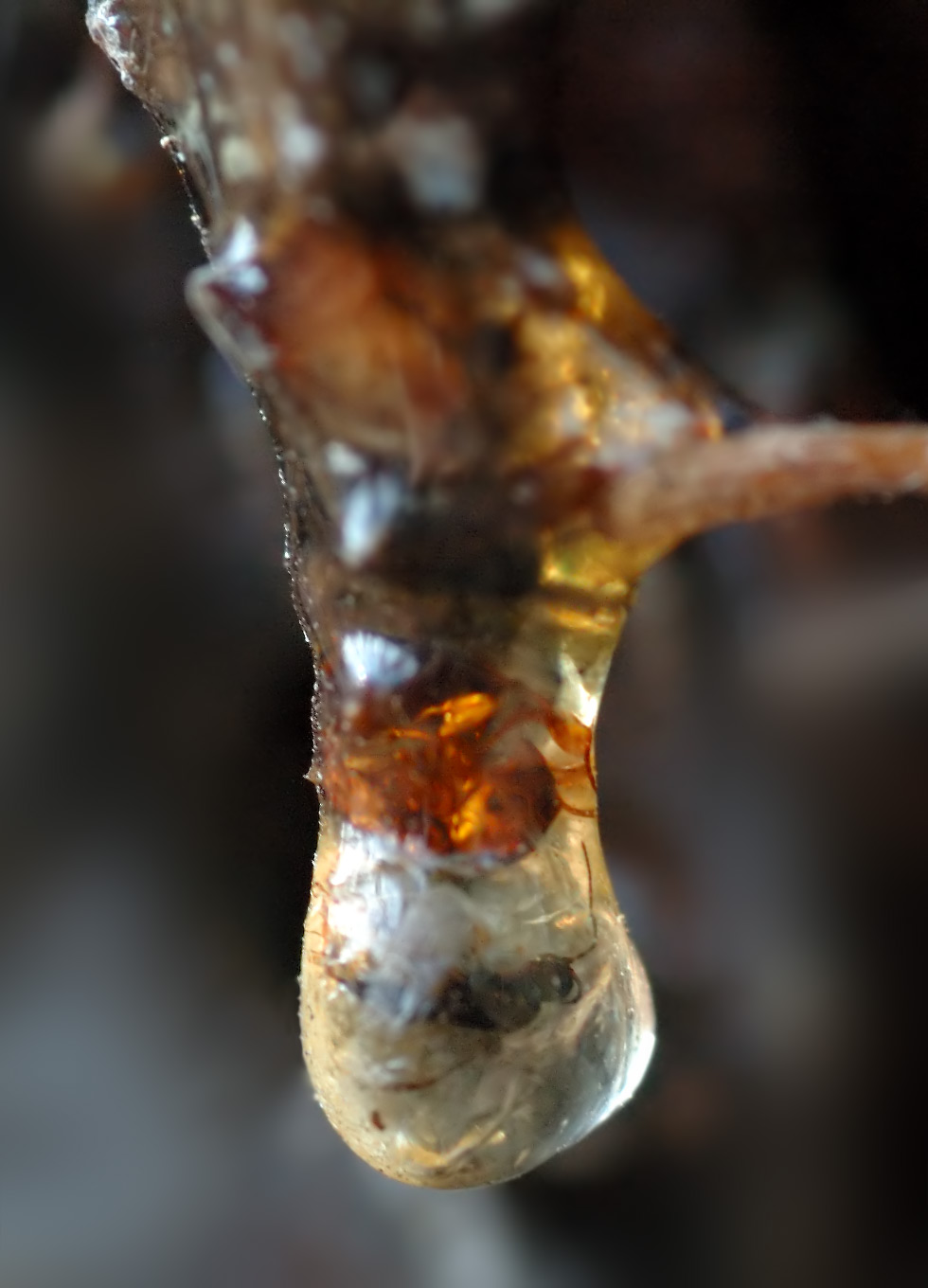
天然樹脂に閉じ込められた昆虫

もともと単に「樹脂」といえば、天然樹脂のことを指していた。しかし有機化学が発達してからは天然樹脂に似た性質を持つ物質が石油や植物繊維などの原料から化学合成されるようにもなった。そこで、本来「樹脂」と呼ばれていたものをレトロニムとして「天然樹脂」と呼ぶことも行われるようになり、その場合 化学的に作られたものを「合成樹脂」と呼んで区別するようになった。
樹脂は、産出状態や流通形態によって含油樹脂（オレオレジン）、バルサム、ゴム樹脂（ゴムレジン）、樹脂（レジン）の四種に大別できる。樹脂は水に溶解しにくく、逆にアルコールやテレビン油といった有機溶媒に溶けやすい。その溶媒が揮発した後には薄膜状の高分子物質となって残る性質があるので、塗料や充填材として利用されている。
樹脂は主に樹脂酸(カルボン酸とそのエステルなど)が主成分で、精製が不十分だと脂肪酸が混じる。樹脂酸はピマル酸などのジテルペンに属するものと安息香酸やケイ皮酸などの芳香族カルボン酸に属するものに大別される。
なお、植物から得られる不揮発性の固形物質としては、樹脂以外にも蝋と油脂がある。それらは成分が異なり区別されている。
樹脂は、加熱して融解させることで流動性を与えることもできる。加熱融解させたり有機溶媒に溶解させて塗布可能になったものを塗布した後、冷却あるいは溶媒を揮発させると、表面光沢と透明感のある耐水性の皮膜を作ることができる。そのため、古代より塗料やニスなどに使用されてきたのである。特に船の防水に用いる樹脂は戦略的にも重要で、海軍物資としてネーバルストアーズと呼ばれた。
また、中には揮発性の精油成分を含有している樹脂もある。これらは古代から香料油として用いられている。
植物から得る天然樹脂の他、これと性質の似る、昆虫を介して得るシェラックもある。
またシェラック以外の動物から得られる樹脂はほぼ動物性由来タンパク質が主成分を占める事が多い（使用目的によってはタンパク質と油脂などの他物質との混合であることもある）。
また琥珀は樹脂が化石化したものである。スギなどの樹脂が化石化したものは薫陸（クンロク）と呼ばれ、香木として利用された。

## 天然樹脂の種類

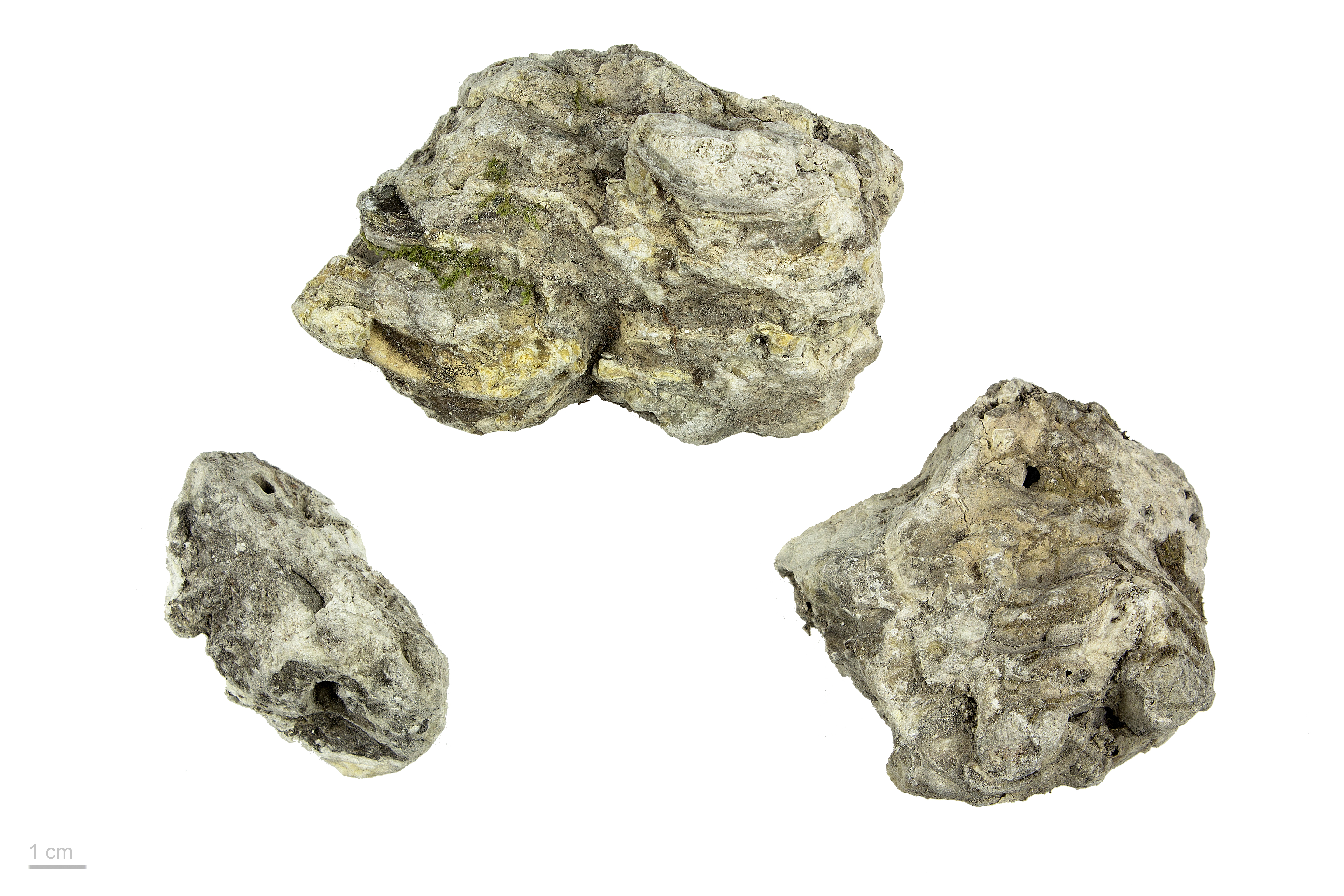
Protium Sp.

### 植物由来

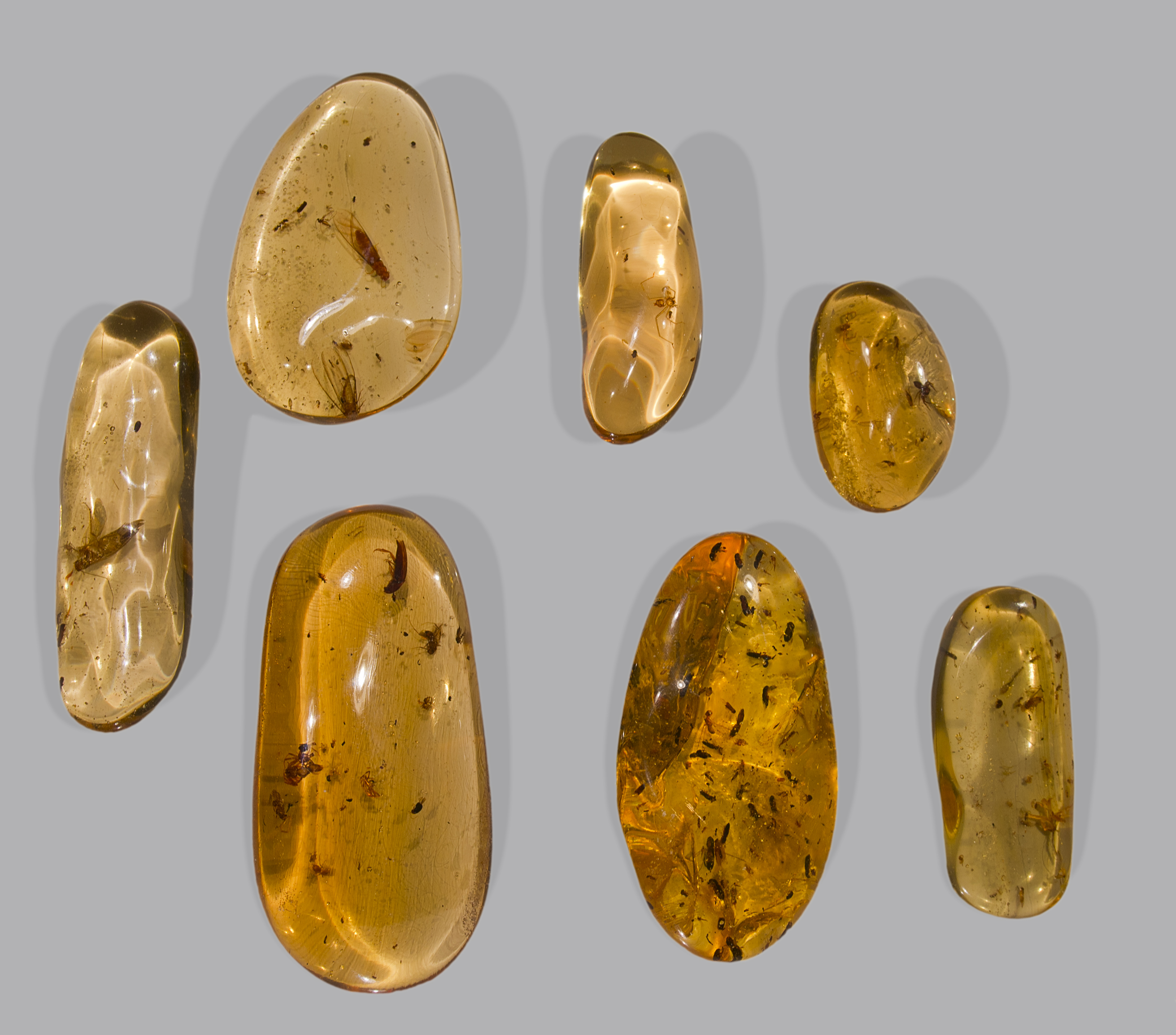
コパールの塊

バルサム（balsam）
バルサムは様々な樹液から得られる樹脂成分を含む液体の総称で特定の樹脂を指したものではない。産地の地域名などを頭に付けて使うと特定の樹脂を指す。たとえばカナダバルサムはマツ科モミ属のバルサムモミ（学名：Abies balsamea）から得られる樹脂である。次の「松脂」や「漆」もバルサムの一種ではあるが、個別に名前がついており一般にはバルサムとは呼ばれない。
松脂（pine resin)
マツ科マツ属（学名: Pinus）の樹木からとれる樹脂。採取した粗製の松脂を精製することで、常温で液体のテレビン油と固体のロジン（rosin）を得ることができる。

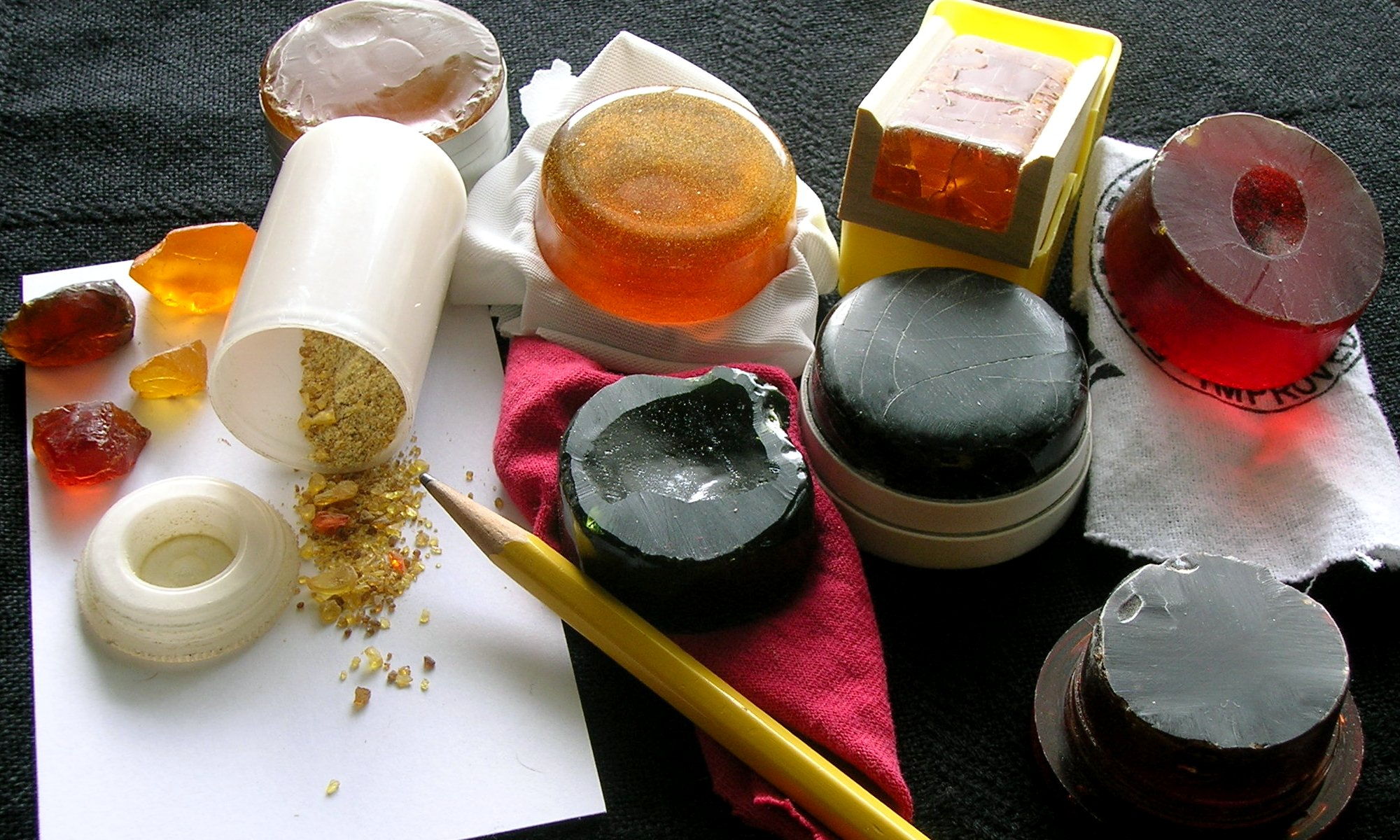
様々な松脂
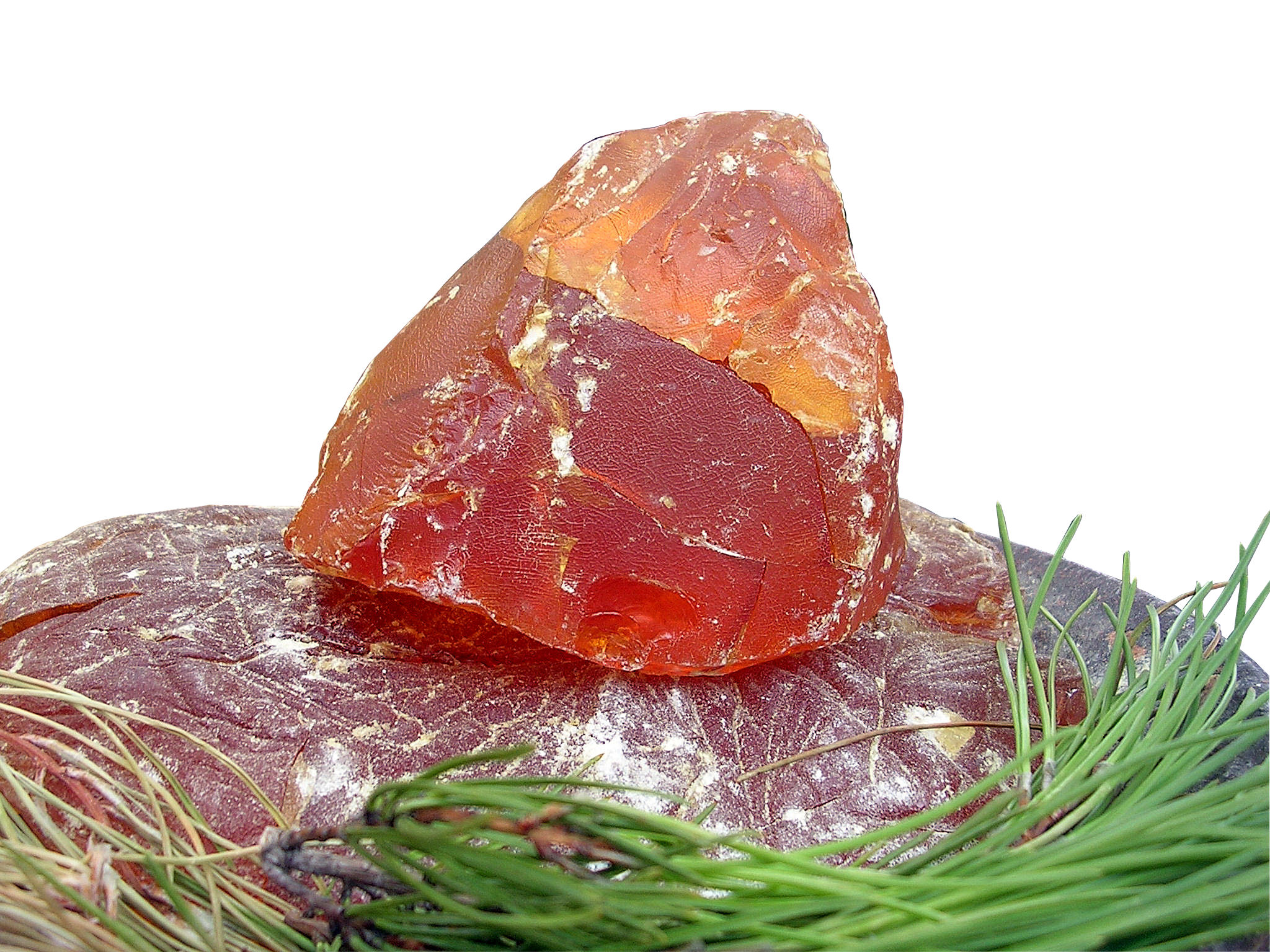
フランスカイガンショウ（Pinus pinaster)のロジン
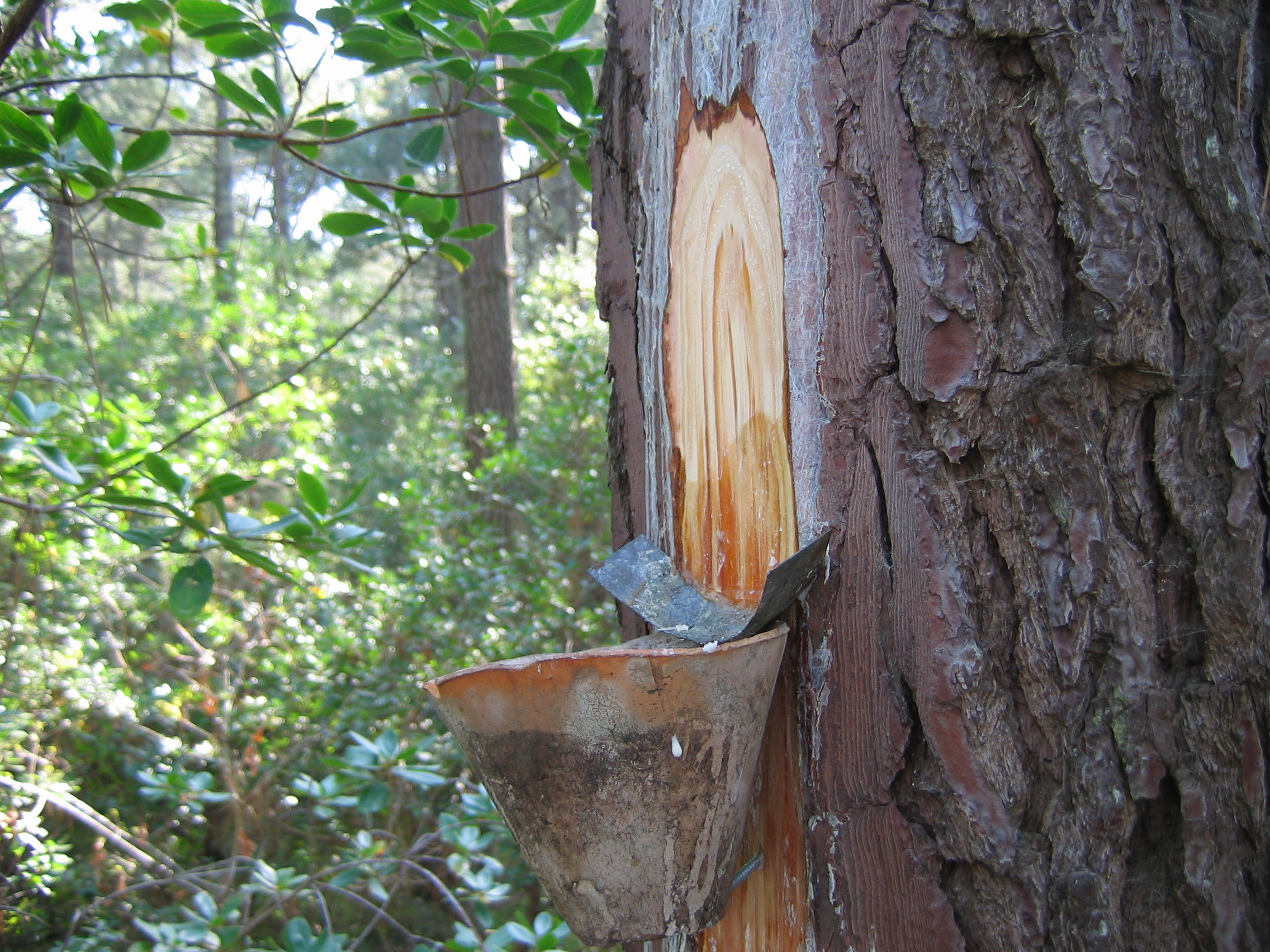
採取風景
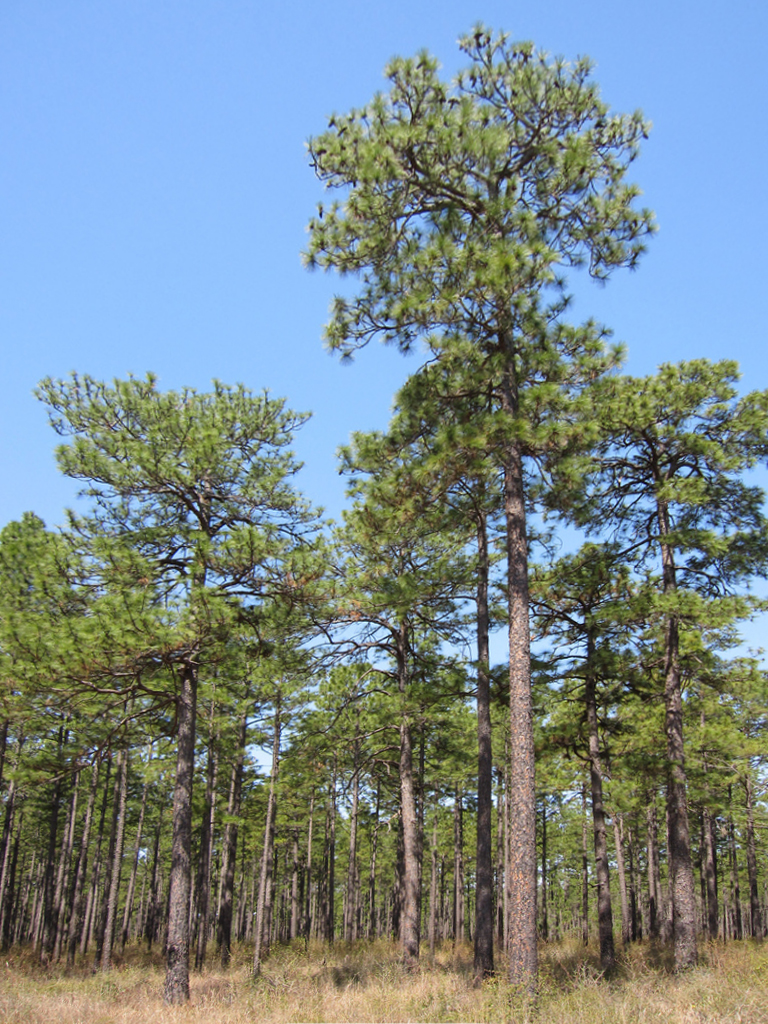
ダイオウショウ（Pinus palustris）

漆
ウルシ科ウルシ属（Toxicodendron)の樹液から取れる樹脂。ウルシオールという成分により皮膚炎を起こすことがある。樹液とは別に果実からは木蝋を取ることができる。

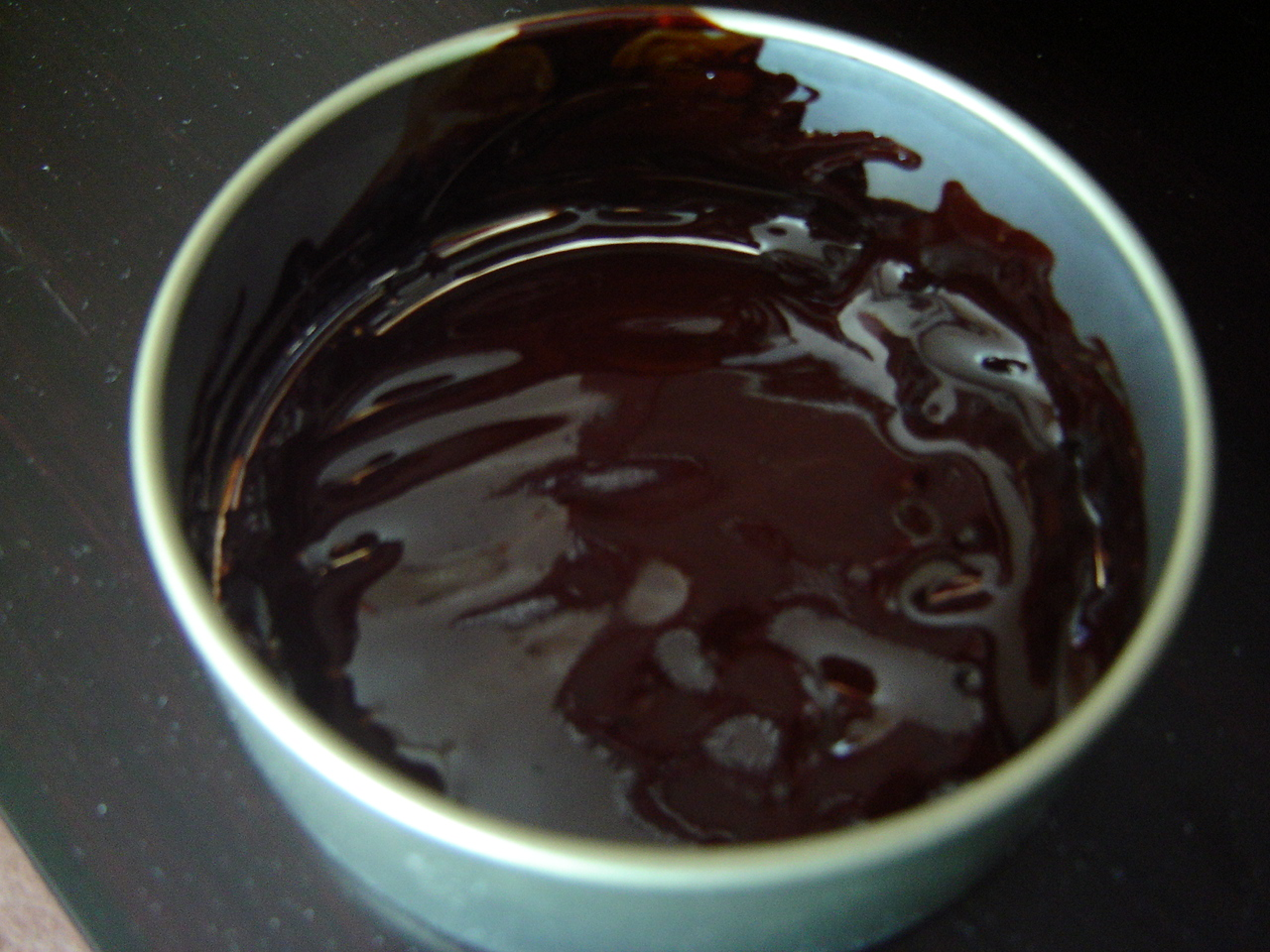
漆
ウルシの果実
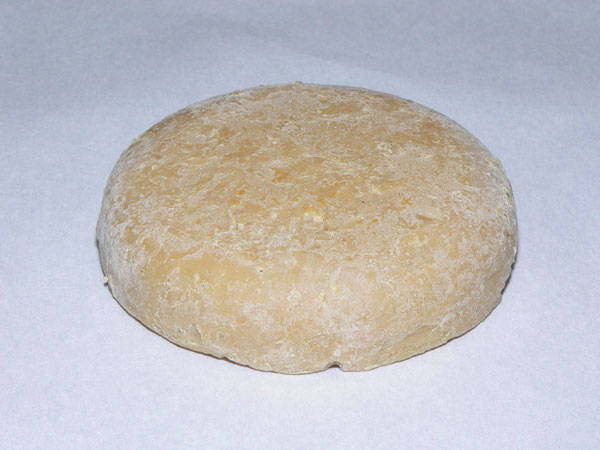
木蝋
ウルシオールの構造式

ダンマルまたはダンマー（dammar gum）
東南アジアの熱帯を中心に分布するフタバガキ科、特にShorea属やHopea属の樹木からとれる樹脂

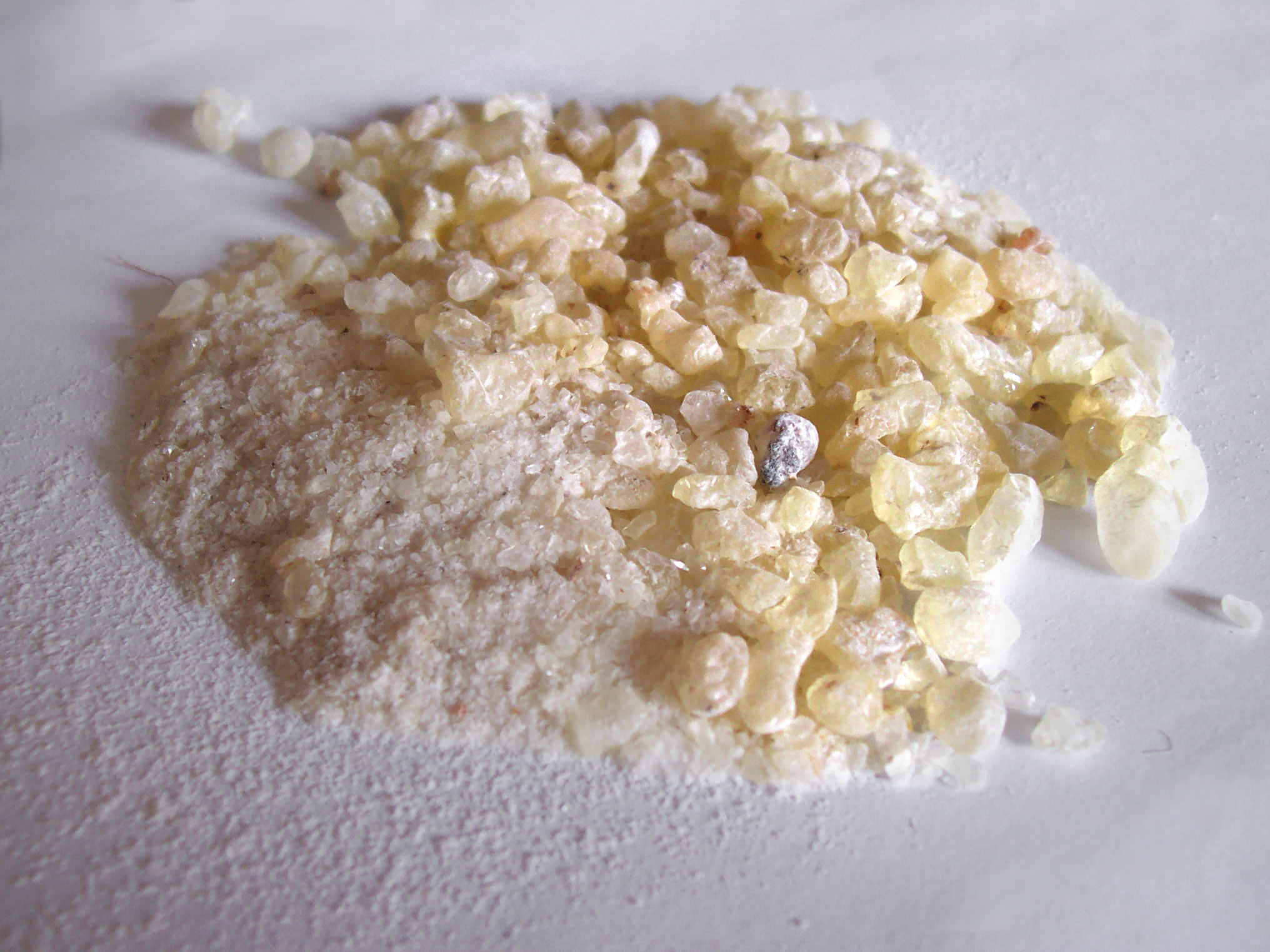
ダンマルの塊
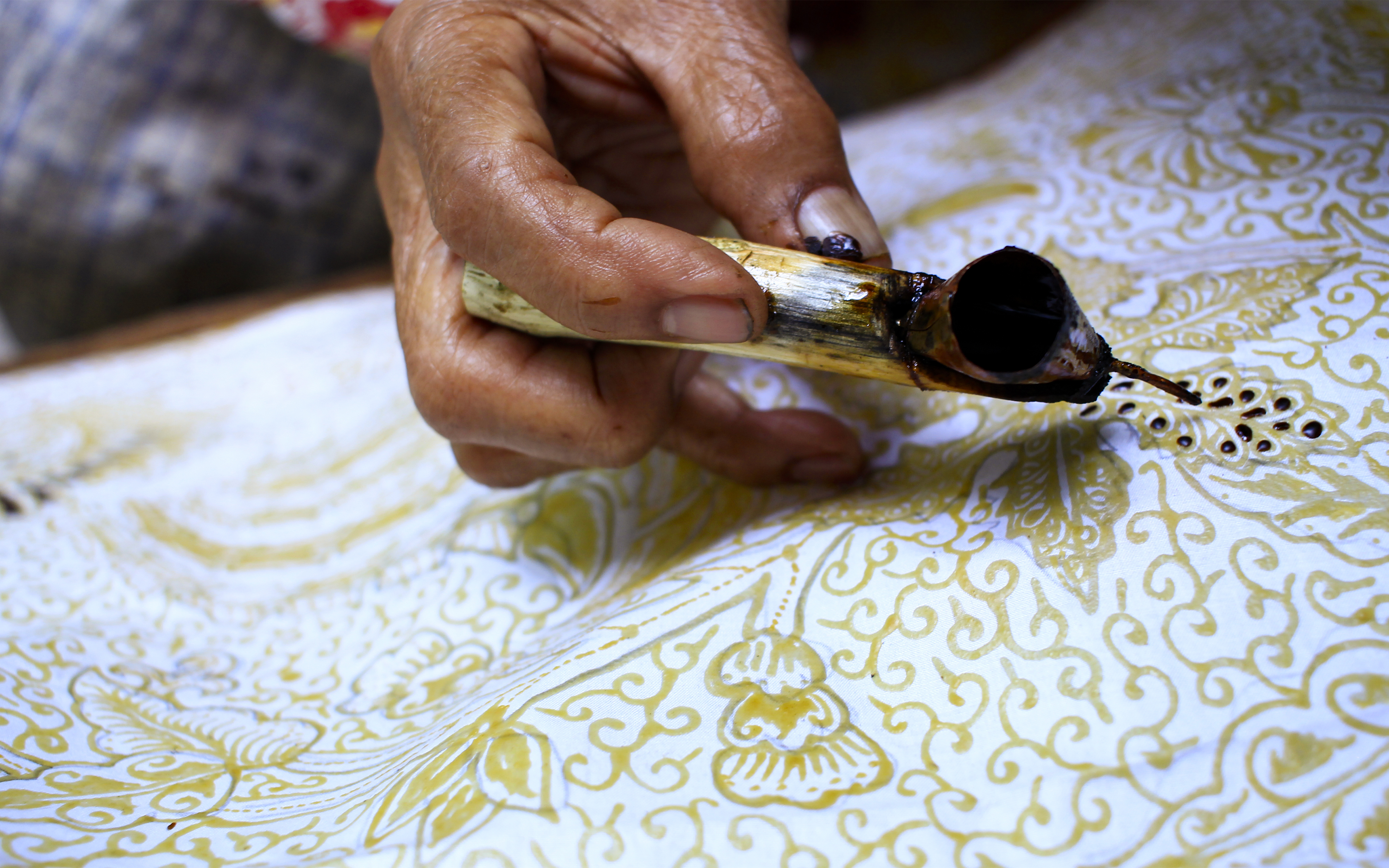
バティックを描くためにダンマルを布に垂らす

マスティック・ガム （英：mastic gum）
ウルシ科カイノキ属（Pistacia）の地中海沿岸に広く分布するPistacia lentiscus樹液から取れる樹脂。植物としては広く分布するが、樹脂としての利用は地中海東部のギリシアの一部地域で主に行われる。

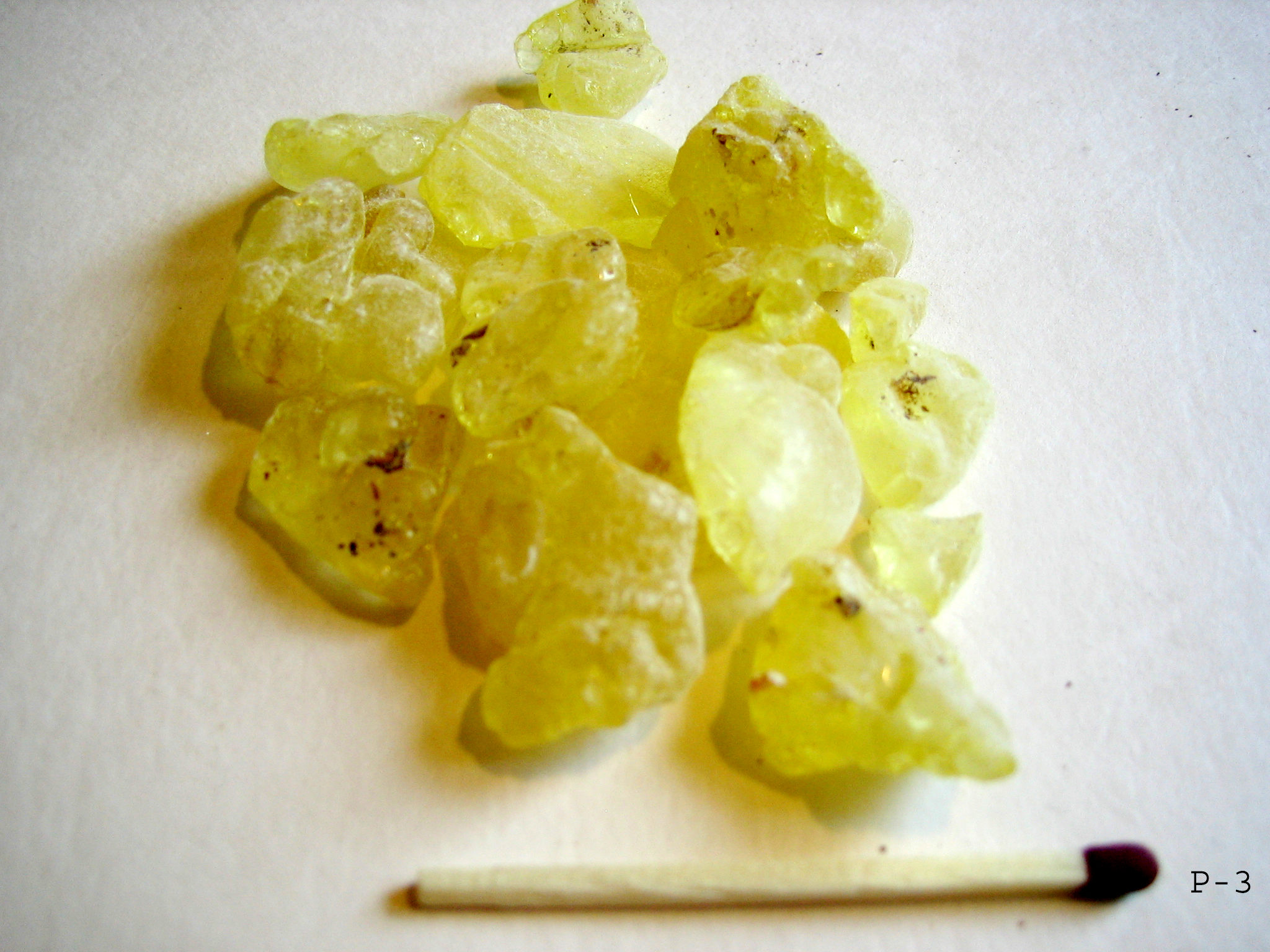
マスチックの塊
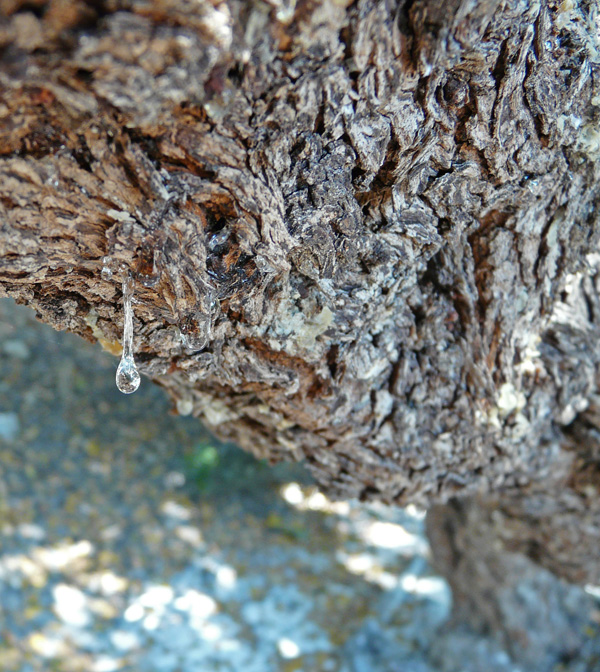
P. lentiscusの樹液
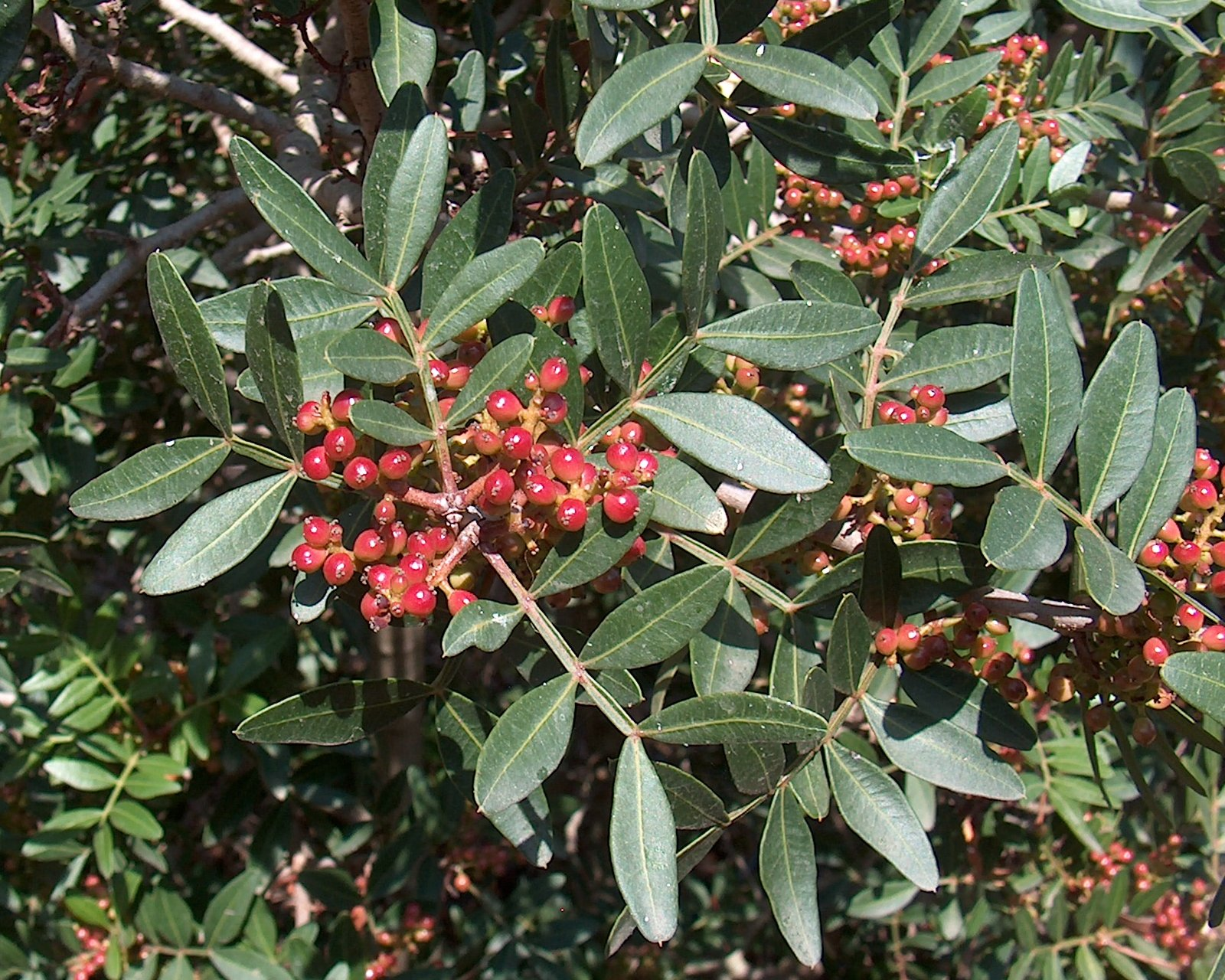
P. lentiscusの葉と実

コパール（英: Copal）
- コパールの塊

琥珀
天然ゴム/ラテックス/チクル
エレミ
サンダラック
シナバル
乳香
カウリ樹脂 （英: Kauri gum）
南半球に分布する針葉樹ナンヨウスギ科ナギモドキ属（Agatis）から取れる樹脂。カウリとはニュージーランド先住民マオリによるナギモドキ属カウリマツの呼び名である。
アカシア樹脂

### 動物由来
- シェラック（セラック）
- 膠（ゼラチン）
- 鼈甲
- カゼイン
- 卵白

### 鉱物由来
- 瀝青/アスファルト/タール

## 用途
下記外部リンクには、画材として用いられるものが説明されているが、装飾品、塗料、光沢剤、接着剤、結合剤、滑り止め、研磨剤などにも用途がある。

### 香料
古代エジプトの時代から樹脂は神に捧げる香として用いられた。聖書にも香油の原料として、キリスト生誕時に献上されたものとして樹脂の記載がある。あるいは医薬としても用いられていた。
木を傷つけるとそこに樹脂が分泌されるのでそれを掻きとって集める。香料として用いる際にはこれを細かく砕いて水蒸気蒸留するか、あるいは有機溶媒に溶解させ不溶物を除いた後、有機溶媒を除く。前者によって得られたものはオイル（すなわち精油）、後者によって得られたものはレジノイドと呼ばれる。
以下に香料として用いられる樹脂を挙げる。
- 乳香（オリバナム、フランクインセンス）
- 没薬（ミルラ）
- 蘇合香（スチラックス）
- 安息香（ベンゾイン）
- ペルーバルサム
- オポパナックス
- ガルバナム
- ラブダナム（英語版）（シスト）